# FA Cup 1977-1978
La FA Cup 1977-1978 è stata la novantasettesima edizione della competizione calcistica più antica del mondo. È stata vinta dall'Ipswich Town contro l'Arsenal.

## Primo Turno
| Squadra 1                | Risultato | Squadra 2            |
| ------------------------ | --------- | -------------------- |
| 26 novembre 1977         |           |                      |
| Enfield                  | 3–0       | AFC Wimbledon        |
| Chester                  | 4–1       | Darlington           |
| Chesterfield             | 1–0       | Halifax Town         |
| Barnet                   | 1–2       | Peterborough Utd     |
| Bath City                | 0–0       | Plymouth             |
| Preston N.E.             | 3–2       | Lincoln City         |
| Watford                  | 2–0       | Hendon               |
| Reading                  | 3–1       | Aldershot            |
| Walsall                  | 1–0       | Dagenham             |
| Gillingham               | 1–1       | Weymouth             |
| Boreham Wood             | 0–0       | Swindon Town         |
| Sheffield Weds           | 1–0       | Bury                 |
| Scarborough              | 4–2       | Rochdale             |
| Doncaster                | 0–1       | Shrewsbury Town      |
| Wrexham                  | 2–0       | Burton Albion        |
| Tranmere                 | 1–1       | Hartlepool Utd       |
| Stockport County         | 3–0       | Scunthorpe Utd       |
| Barnsley                 | 1–0       | Huddersfield Town    |
| Brentford                | 2–0       | Folkestone & Shepway |
| Lowestoft Town           | 0–2       | Cambridge Utd        |
| Portsmouth               | 3–1       | Bideford             |
| Bradford City            | 0–1       | Crewe Alexandra      |
| Carlisle Utd             | 2–0       | Stafford Rangers     |
| Spennymoor Utd           | 3–1       | Goole Town           |
| Blyth Spartans           | 1–0       | Burscough            |
| Minehead                 | 2–0       | Wycombe              |
| Newport County           | 1–1       | Exeter City          |
| Wealdstone               | 0–0       | Hereford Utd         |
| Southport                | 2–2       | Runcorn              |
| Torquay Utd              | 1–2       | Southend Utd         |
| Workington               | 0–2       | Grimsby Town         |
| Rotherham Utd            | 3–0       | Mossley              |
| Tilbury                  | 0–1       | Kettering Town       |
| Tooting & Mitcham United | 1–2       | Northampton Town     |
| Wigan                    | 1–0       | York City            |
| Colchester Utd           | 1–1       | Bournemouth          |
| Nuneaton Borough         | 2–0       | Oxford Utd           |
| Leatherhead              | 0–0       | Swansea City         |
| Arnold                   | 0–0       | Port Vale            |
| Leamington               | 6–1       | Enderby Town         |

### Replay
| Squadra 1        | Risultato | Squadra 2      |
| ---------------- | --------- | -------------- |
| 28 novembre 1977 |           |                |
| Runcorn          | 1–0       | Southport      |
| Port Vale        | 5–2       | Arnold         |
| 29 novembre 1977 |           |                |
| Plymouth         | 2–0       | Bath City      |
| Swindon Town     | 2–0       | Boreham Wood   |
| Hartlepool Utd   | 3–1       | Tranmere       |
| Bournemouth      | 0–0       | Colchester Utd |
| Swansea City     | 2–1       | Leatherhead    |
| 30 novembre 1977 |           |                |
| Weymouth         | 0–1       | Gillingham     |
| Exeter City      | 4–2       | Newport County |
| Hereford Utd     | 2–3       | Wealdstone     |
| 5 dicembre 1977  |           |                |
| Tilbury          | 2–2       | Kettering Town |

### Re-Replay
| Squadra 1       | Risultato | Squadra 2      |
| --------------- | --------- | -------------- |
| 5 dicembre 1977 |           |                |
| Bournemouth     | 1–4       | Colchester Utd |
| 7 dicembre 1977 |           |                |
| Kettering Town  | 2–3       | Tilbury        |

## Secondo Turno
| Squadra 1        | Risultato | Squadra 2        |
| ---------------- | --------- | ---------------- |
| 17 dicembre 1977 |           |                  |
| Preston N.E.     | 0–2       | Wrexham          |
| Watford          | 2–0       | Colchester Utd   |
| Walsall          | 1–1       | Port Vale        |
| Gillingham       | 1–1       | Peterborough Utd |
| Grimsby Town     | 2–0       | Barnsley         |
| Crewe Alexandra  | 0–0       | Scarborough      |
| Swindon Town     | 2–1       | Brentford        |
| Shrewsbury Town  | 1–1       | Stockport County |
| Northampton Town | 0–2       | Enfield          |
| Portsmouth       | 2–2       | Swansea City     |
| Plymouth         | 1–0       | Cambridge Utd    |
| Carlisle Utd     | 3–1       | Chester          |
| Blyth Spartans   | 1–0       | Chesterfield     |
| Minehead         | 0–3       | Exeter City      |
| Wealdstone       | 2–1       | Reading          |
| Rotherham Utd    | 6–0       | Spennymoor Utd   |
| Wigan            | 1–0       | Sheffield Weds   |
| Nuneaton Borough | 1–2       | Tilbury          |
| Leamington       | 0–0       | Southend Utd     |
| Hartlepool Utd   | 4–2       | Runcorn          |

### Replay
| Squadra 1        | Risultato | Squadra 2       |
| ---------------- | --------- | --------------- |
| 19 dicembre 1977 |           |                 |
| Port Vale        | 1–3       | Walsall         |
| Stockport County | 1–2       | Shrewsbury Town |
| Southend Utd     | 4–0       | Leamington      |
| 20 dicembre 1977 |           |                 |
| Peterborough Utd | 2–0       | Gillingham      |
| Swansea City     | 2–1       | Portsmouth      |
| 21 dicembre 1977 |           |                 |
| Scarborough      | 2–0       | Crewe Alexandra |

## Terzo turno
| Squadra 1         | Risultato | Squadra 2       |
| ----------------- | --------- | --------------- |
| 6 gennaio 1978    |           |                 |
| Charlton          | 0–2       | Notts County    |
| Orient            | 1–1       | Norwich City    |
| 7 gennaio 1978    |           |                 |
| Bristol City      | 4–4       | Wrexham         |
| Burnley           | 1–0       | Fulham          |
| Walsall           | 4–1       | Swansea City    |
| Nottingham Forest | 4–1       | Swindon Town    |
| Blackburn         | 2–1       | Shrewsbury Town |
| Grimsby Town      | 0–0       | Southampton     |
| Middlesbrough     | 3–0       | Coventry City   |
| West Bromwich     | 4–1       | Blackpool       |
| Sunderland        | 0–1       | Bristol Rovers  |
| Derby County      | 3–2       | Southend Utd    |
| Luton Town        | 1–1       | Oldham Athletic |
| Everton           | 4–1       | Aston Villa     |
| Sheffield Utd     | 0–5       | Arsenal         |
| Tottenham         | 2–2       | Bolton          |
| QPR               | 4–0       | Wealdstone      |
| West Ham Utd      | 1–0       | Watford         |
| Brighton          | 3–0       | Scarborough     |
| Hull City         | 0–1       | Leicester City  |
| Carlisle Utd      | 1–1       | Manchester Utd  |
| Chelsea           | 4–2       | Liverpool       |
| Exeter City       | 2–2       | Wolverhampton   |
| Blyth Spartans    | 1–0       | Enfield         |
| Mansfield Town    | 1–0       | Plymouth        |
| Cardiff City      | 0–2       | Ipswich Town    |
| Leeds Utd         | 1–2       | Manchester City |
| Stoke City        | 4–0       | Tilbury         |
| Rotherham Utd     | 1–1       | Millwall        |
| Peterborough Utd  | 1–1       | Newcastle Utd   |
| Birmingham City   | 4–0       | Wigan           |
| Hartlepool Utd    | 2–1       | Crystal Palace  |

### Replay
| Squadra 1       | Risultato | Squadra 2        |
| --------------- | --------- | ---------------- |
| 9 gennaio 1978  |           |                  |
| Wrexham         | 3–0       | Bristol City     |
| 10 gennaio 1978 |           |                  |
| Southampton     | 0–0       | Grimsby Town     |
| Oldham Athletic | 1–2       | Luton Town       |
| Bolton          | 2–1       | Tottenham        |
| Wolverhampton   | 3–1       | Exeter City      |
| Millwall        | 2–0       | Rotherham Utd    |
| 11 gennaio 1978 |           |                  |
| Manchester Utd  | 4–2       | Carlisle Utd     |
| Newcastle Utd   | 2–0       | Peterborough Utd |
| 16 gennaio 1978 |           |                  |
| Grimsby Town    | 1–4       | Southampton      |
| Norwich City    | 0–1       | Orient           |

## Quarto turno
| Squadra 1         | Risultato | Squadra 2       |
| ----------------- | --------- | --------------- |
| 28 gennaio 1978   |           |                 |
| Walsall           | 1–0       | Leicester City  |
| Middlesbrough     | 3–2       | Everton         |
| Ipswich Town      | 4–1       | Hartlepool Utd  |
| Newcastle Utd     | 2–2       | Wrexham         |
| Bristol Rovers    | 2–0       | Southampton     |
| West Ham Utd      | 1–1       | QPR             |
| Manchester Utd    | 1–1       | West Bromwich   |
| Arsenal           | 2–1       | Wolverhampton   |
| Orient            | 3–1       | Blackburn       |
| 31 gennaio 1978   |           |                 |
| Nottingham Forest | 2–1       | Manchester City |
| Brighton          | 1–2       | Notts County    |
| Millwall          | 4–0       | Luton Town      |
| Chelsea           | 6–2       | Burnley         |
| 1 febbraio 1978   |           |                 |
| Derby County      | 2–1       | Birmingham City |
| 6 febbraio 1978   |           |                 |
| Bolton            | 1–0       | Mansfield Town  |
| Stoke City        | 2–3       | Blyth Spartans  |

### Replay
| Squadra 1       | Risultato | Squadra 2      |
| --------------- | --------- | -------------- |
| 31 gennaio 1978 |           |                |
| QPR             | 6–1       | West Ham Utd   |
| 1 febbraio 1978 |           |                |
| West Bromwich   | 3–2       | Manchester Utd |
| 1 febbraio 1978 |           |                |
| Wrexham         | 4–1       | Newcastle Utd  |

## Quinto turno
| Squadra 1        | Risultato | Squadra 2         |
| ---------------- | --------- | ----------------- |
| 18 febbraio 1978 |           |                   |
| Wrexham          | 1–1       | Blyth Spartans    |
| QPR              | 1–1       | Nottingham Forest |
| Bristol Rovers   | 2–2       | Ipswich Town      |
| Millwall         | 2–1       | Notts County      |
| Arsenal          | 4–1       | Walsall           |
| Orient           | 0–0       | Chelsea           |
| 22 febbraio 1978 |           |                   |
| Derby County     | 2–3       | West Bromwich     |
| 27 febbraio 1978 |           |                   |
| Middlesbrough    | 2–0       | Bolton            |

### Replay
| Squadra 1         | Risultato | Squadra 2      |
| ----------------- | --------- | -------------- |
| 27 febbraio 1978  |           |                |
| Blyth Spartans    | 1–2       | Wrexham        |
| Nottingham Forest | 1–1       | QPR            |
| Chelsea           | 1–2       | Orient         |
| 28 febbraio 1978  |           |                |
| Ipswich Town      | 3–0       | Bristol Rovers |

### Re-Replay
| Squadra 1         | Risultato | Squadra 2 |
| ----------------- | --------- | --------- |
| 2 marzo 1978      |           |           |
| Nottingham Forest | 3–1       | QPR       |

## Quarti di finale
| Squadra 1     | Risultato | Squadra 2         |
| ------------- | --------- | ----------------- |
| Middlesbrough | 0 – 0     | Orient            |
| West Bromwich | 2 – 0     | Nottingham Forest |
| Wrexham       | 2 – 3     | Arsenal           |
| Millwall      | 1 – 6     | Ipswich Town      |

### Replay
| Squadra 1 | Risultato | Squadra 2     |
| --------- | --------- | ------------- |
| Orient    | 2 – 1     | Middlesbrough |

## Semifinali
| Squadra 1    | Risultato | Squadra 2     |
| ------------ | --------- | ------------- |
| Ipswich Town | 3 – 1     | West Bromwich |
| Arsenal      | 3 – 0     | Orient        |

## Finale
| Londra 6 maggio 1978                          | Ipswich Town | 1 – 0 | Arsenal | Wembley Stadium (100.000 spett.) |
| \| \| \| \| \| Osborne 77’ \| Marcatori \| \| |              |       |         |                                  |
|                                               |              |       |         |                                  |
| Osborne 77’                                   | Marcatori    |       |         |                                  |